# جو أبلتون
جو أبلتون (بالإنجليزية: Joe Appleton)‏ هو عازف جاز جامايكي، ولد في 1900 في جامايكا، وتوفي في 1956.

## وصلات خارجية
- جو أبلتون على موقع أول ميوزيك (الإنجليزية)
- جو أبلتون على موقع ديسكوغز (الإنجليزية)